# Diceratalebra quadricerata
Diceratalebra quadricerata är en insektsart som beskrevs av Young 1957. Diceratalebra quadricerata ingår i släktet Diceratalebra och familjen dvärgstritar. Inga underarter finns listade i Catalogue of Life.